# Catherine Littlefield Greene
Catharine Littlefield « Caty » Greene (17 février 1755 – 2 septembre 1814) est la femme du général Nathanael Greene de la guerre d'indépendance des États-Unis. Mère de cinq enfants, elle est aussi selon certains la conceptrice principale du cotton gin, bien que l'histoire en donne généralement le crédit à Eli Whitney.